# Faro del Comercio
A Faro del Comercio (jelentése: a kereskedelem világítótornya) egy közel 70 méter magas emlékmű és turisztikai látványosság a mexikói Új-León állam fővárosában, Monterreyben.

## Története
Az emlékmű a monterreyi kereskedelmi, szolgáltatási és turisztikai kamara megalapításának századik évfordulójára készült. Egy 1981. december 15-én tartott prezentáción még Placa Roja, azaz piros tábla néven említették a tervekben szereplő építményt, a Faro del Comercio elnevezést 1982. szeptember 2-án kapta. Tervezője Luis Barragán volt, az építési munkálatokat Raúl Ferrera Torres felügyelte.
Az építkezés 1983. május 23-án kezdődött el, ekkor egy időkapszulát is elhelyeztek az alapzatban, ami többek között a kamara alapító okiratának másolatát is tartalmazta. Csak magára az épületre 22 millió pesós költséget számoltak, mindent összevetve a kezdeti becslések 30 millió pesóról szóltak.
Az ünnepélyes átadásra 1984. december 7-én került sor: az avatásra az ország elnöke, Miguel de la Madrid és az állam kormányzója, Alfonso Martínez Domínguez is eljött. 1985. január 4-én újabb ünnepélyes átadás történt: ekkor az épületen elhelyezett lézeres világítórendszert helyezték üzembe. Az egész világon első ilyen szerkezet avatására ismét eljött a kormányzó, valamint a környező várostömörülés polgármesterei is.

## Képek

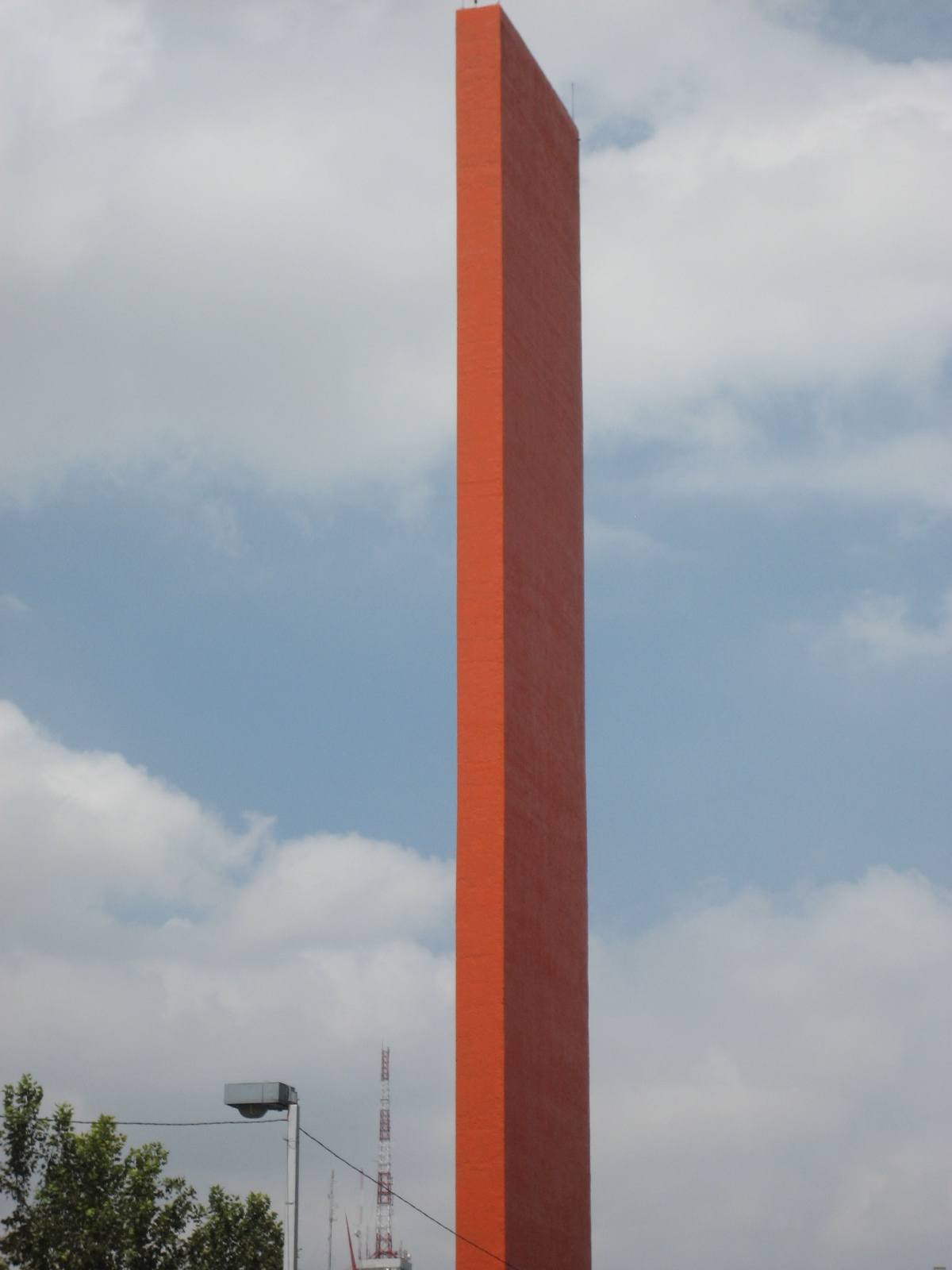
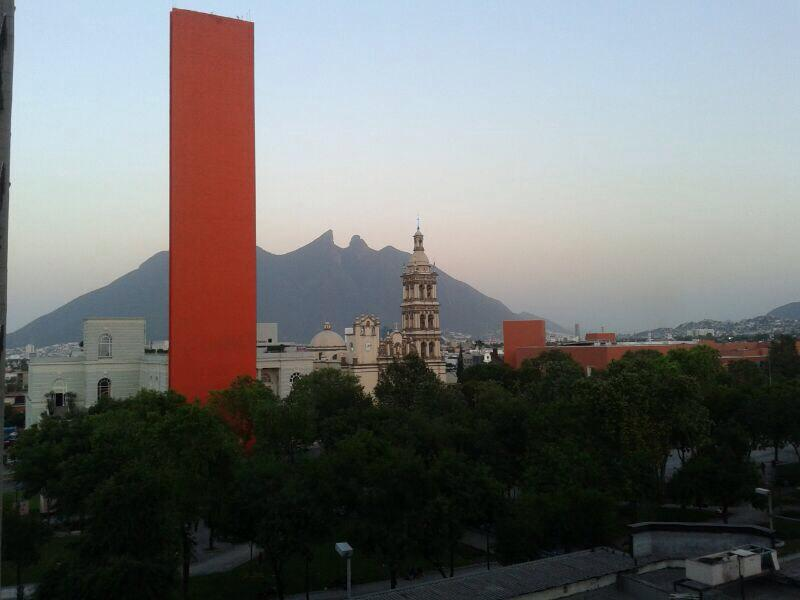
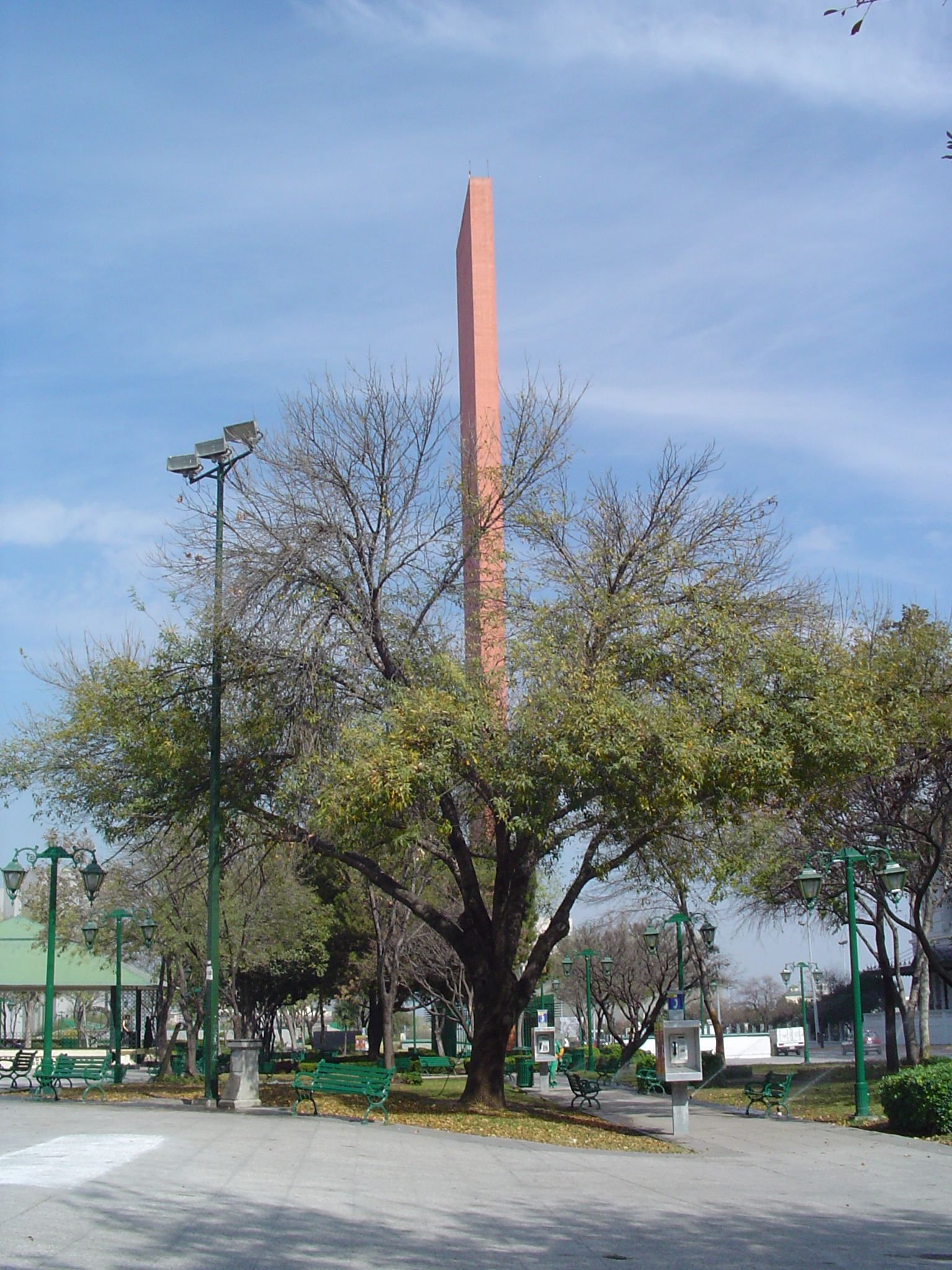
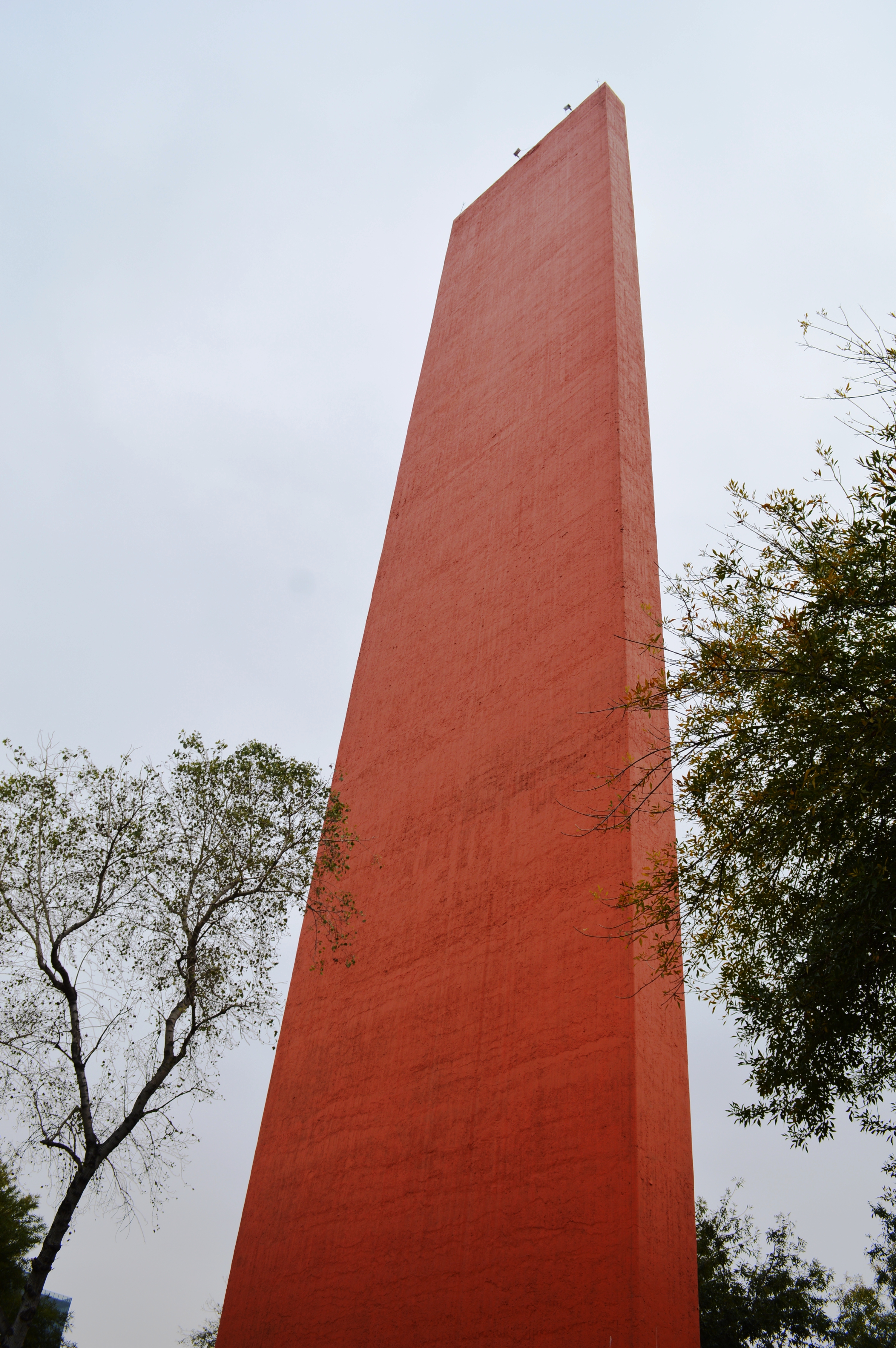

## Leírás
A piros színű, téglatest alakú építmény a monterreyi községi palotától észak felé elnyúló főtér keleti oldalán áll. Magassága 69,8, hossza 12,33, szélessége pedig mindössze 1,83 m, betonalapja 14,5 méter × 21 méteres. Tetején egy 3 méter magasságú belső szintet alakítottak ki, ahol egy különleges lézeres világítószerkezetet helyeztek el, amellyel éjjel bevilágítják az égboltot. Ehhez a géphez egy felvonón lehet feljutni. Az építmény falának külseje az alkalmazott homokfúvásos technológia következtében érdes, belül viszont sima.